# Joel Edgerton
Joel Edgerton, född 23 juni 1974 i Sydney, är en australisk skådespelare och filmskapare. Han har bland annat spelat Owen Lars i Star Wars: Episod II – Klonerna anfaller, Star Wars: Episod III – Mörkrets hämnd och Obi-Wan Kenobi. Hans äldre bror Nash Edgerton är stuntskådespelare och regissör.

## Filmografi (i urval)
- 1999 – Erskineville Kings
- 2002 – Star Wars: Episod II – Klonerna anfaller
- 2002 – Hard Word
- 2003 – Ned Kelly
- 2004 – King Arthur
- 2005 – Star Wars: Episod III – Mörkrets hämnd
- 2005 – Kinky Boots
- 2006 – Smokin' Aces
- 2006 – Open Window
- 2007 – Whisper
- 2010 – Legenden om ugglornas rike (röst)
- 2010 – Animal Kingdom
- 2011 – Warrior
- 2011 – The Thing
- 2012 – Zero Dark Thirty
- 2012 – Timothy Greens märkliga liv
- 2013 – Den store Gatsby
- 2014 – The Rover
- 2014 – Exodus: Gods and Kings
- 2015 – Life
- 2015 – The Gift
- 2015 – Black Mass
- 2016 – Jane Got a Gun
- 2016 – Midnight Special
- 2017 – Bright
- 2018 – Red Sparrow
- 2019 – The King
- 2022 – Obi-Wan Kenobi (TV-serie)
- 2023 – Dark Matter (TV-serie)
- 2025 – Train Dreams